# Unciaal 091
Unciaal 091 (Gregory-Aland), ε 30 (Soden), is een van de Bijbelse handschriften in de Griekse taal. Het dateert uit de 6e eeuw en is geschreven met uncialen op perkament.

## Beschrijving
Het bevat de tekst van het Evangelie volgens Johannes (26:13-14:22-24). De gehele codex bestaat uit 1 blad (32 × 28 cm) en werd geschreven in twee kolommen per pagina, 23 regels per pagina.
De codex is een representant van het Alexandrijnse tekst-type, Kurt Aland plaatste de codex in Categorie II.

## Geschiedenis
Het handschrift werd verzameld door Caspar René Gregory en David C. Parker en bevindt zich in de Russische Nationale Bibliotheek (Gr. 279), in Sint-Petersburg.